# Goosia melastomatis
Goosia melastomatis är en svampart som beskrevs av B. Song 2003. Goosia melastomatis ingår i släktet Goosia och familjen Englerulaceae.   Inga underarter finns listade i Catalogue of Life.